# Hermann von Witzleben (Generalmajor, 1892)
Hermann Job Wilhelm von Witzleben (* 19. März 1892 in Langensalza; † 27. August 1976 in München) war ein deutscher Generalmajor.

## Leben

### Familie
Er stammte aus dem Thüringer Uradelsgeschlecht von Witzleben und war der älteste Sohn des Generalmajors Hermann von Witzleben (1864–1938) und dessen Ehefrau Anna Luise Seelemann (* 1864).
Am 25. Juli 1920 heiratete er in Weimar Ursula Stichling (1899–1973) und hatte mit ihr eine Tochter:
- Esther-Sophie (* 1921) ⚭ 1947 Paul Comte Kiss de Nemeskér (* 1922)

### Militärkarriere
Witzleben trat am 15. Oktober 1911 als Fahnenjunker in das 1. Brandenburgische Dragoner-Regiment Nr. 2 der Preußischen Armee ein. Mit Patent vom 19. November 1912 wurde er am 15. November 1912 zum Leutnant befördert.
Er wurde am 1. August 1938 zum Oberst befördert. Am 24. November 1938 wurde er Chef des Generalstabes des VII. Armeekorps. In dieser Funktion nahm er mit dem Korps am Überfall auf Polen und am Westfeldzug teil. Am 1. November 1940 wurde er Chef des Generalstabes der 2. Armee. Im April 1941 führte die 2. Armee im Balkanfeldzug erfolgreiche Angriffe gegen das Jugoslawien. Zu Beginn des Unternehmen Barbarossa war die 2. Armee noch Heeresreserve, wurde dann aber am südlichen Flügel der Heeresgruppe Mitte an der Ostfront eingesetzt. Danach kämpfte sie in der Doppelschlacht bei Wjasma und Brjansk. Am 26. Oktober 1941 musste v. Witzleben aufgrund einer schweren Erkrankung in die Führerreserve des Heeres versetzt werden, in der er am 1. Juni 1942 seine Beförderung zum Generalmajor erhielt.
Vom 1. August 1942 an war er Deutscher General (Verbindungsoffizier) bei der ungarischen 2. Armee an der Don-Front südlich Woronesch. Er erlebte die Vernichtung der ungarischen 2. Armee in der Operation Ostrogoschsk-Rossosch, einer Offensive der Roten Armee im Januar 1943. Generalfeldmarschall (ab 1. Februar 1943) Maximilian von Weichs, Oberbefehlshaber der Heeresgruppe B, entsandte v. Witzleben am 15. Januar 1943 zum Befehlshaber der ungarischen 2. Armee Generaloberst Gusztáv Jány, um diesen inoffiziell dazu zu bewegen, den sofortigen Rückzug anzuordnen, da während der laufenden Angriffe eine Einkesselung drohte. v. Weichs wollte selbst keinen direkten Rückzugsbefehl gegeben da das Hitlers Anweisungen widersprochen hätte. Jány erteilte dann am 17. Januar den Rückzugsbefehl.
Am 1. August 1943 wurde v. Witzleben Kommandeur der neu aufgestellten 243. Infanterie-Division in Frankreich. Am 10. Januar 1944 musste er das Kommando abgeben und wurde erneut in die Führerreserve versetzt. Wegen seiner Verwandtschaft zu dem Widerstandskämpfer Erwin von Witzleben wurde Hermann von Witzleben am 20. November 1944 von der Gestapo verhaftet. Am 31. Dezember 1944 erfolgte seine Verabschiedung aus dem Militärdienst.
1973 wurde er mit dem Verdienstkreuz 1. Klasse der Bundesrepublik Deutschland ausgezeichnet.

## Werke
- Taktik-Fibel. Verlag Offene Worte, Berlin 1935.
- Kurzer Abriß der Taktik. Verlag Offene Worte, Berlin 1941.